# Burning Japan Live 1999
Burning Japan Live es el primer álbum en directo de la banda sueca Arch Enemy. Originalmente fue publicado solamente en Japón, el álbum fue publicado mundialmente en el año 2000 por demanda popular.

## Lista de canciones
1. "The Immortal" – 3:48
2. "Dark Insanity" – 3:44
3. "Dead Inside" – 4:16
4. "Diva Satanica" – 4:12
5. "Pilgrim" – 4:40
6. "Silverwing" – 4:14
7. "Beast of Man" – 3:34
8. "Tears of the Dead" – 6:11
9. "Bridge of Destiny" – 5:27
10. "Transmigration Macabre" – 4:13
11. "Angelclaw" – 4:28

## Créditos

### Integrantes
- Christopher Amott - guitarra
- Michael Amott - guitarra
- Johan Liiva - voz
- Sharlee D'Angelo - bajo
- Daniel Erlandsson - batería

Publicado oficialmente solo en Japón.

### Producción
- Anna Sofi Dahlberg - Ilustración[1]
- Fredrik Nordström - Productor, Mezclado
- Michael Amott - Productor
- Steve Gurney - Ingeniero, Grabación
- Göran Finnberg - Masterización
- M. Eriksson - Otros[1]
- Masayuki Noda - (Fotografía)[2]